# 中央區 (熊本市)
中央區（日语：／ Chūō ku */?）是熊本市于2012年4月升格為政令指定都市時新設的一個行政區。區役所設在現在的熊本市役所。

## 地理
中央區位於熊本市中央，被東西南北4區所包圍，不和其他市町村相鄰。其大部份地區是大正時代之前的熊本市，包括了1889年（明治22年）市制施行時的舊熊本市和黑髪村、大江村、春竹村、本庄村、本山村（1921年和熊本市合併）、出水村（同1925年）1市6村及健軍村（同1936年）和託麻村（同1956年）的部份地區。
區的西部有熊本城，坪井川自北向西南流過該區的中央，白川自東北流向西南也途徑該區。白川以西的熊本城附近是過去以這兩條河流為內護城河和外護城河的城下町。現在也是上通和下通為中心的鬧市區及商務區，是熊本的市中心，熊本市役所及熊本交通中心也位於這裡。區的東南部有熊本縣廳和水前寺成趣園、上江津湖（湖的西側是東區），區的東北部有立田山（標高152m、但山頂和山的北部及西部屬北區）。

## 人口
人口有18万3497人。面積25.33平方公里。人口密度7,244人/平方公里。人口密度達到其他4區的數倍，爲了避免各區人口相差太多因而中央區的面積比較小。

## 名稱
中央區的臨時名稱是「C区」，在2010年9月實施的「徵集區名」中，獲得支持最多的依次是中央區（51.8%）、中區（11.1%）、城央區（4.0%）、銀杏區（2.3%）、白川區（2.2%）、本丸區（1.4%）、熊本中央區（1.3%）、城中區（1.2%）、城下區（0.8%）、中城區（0.8%）、其他（22.9%）。熊本市行政區劃審議會據此決定將中央區、中區、銀杏區、城央區、白川區定為候選區名，2010年12月再次舉行「意向調査」，在這五個區名中，中央區獲得了第一位，佔64.9%。在審議會進行討論之後，2011年1月正式將「中央區」這一名稱定為區名的方案提交給市長。翌月，熊本市決定將此確定為「方針」、2011年12月，熊本市議會正式通過這個決定。

## 外部連結
- （日語） 官方网站
- OpenStreetMap上有關中央區 (熊本市)的地理